# 康特沃伊托湖
65°40′N 110°40′W / 65.667°N 110.667°W
康特沃伊托湖是加拿大的湖泊，由努納武特基蒂克美奧特地區負責管轄，長110公里，面積933平方公里，是該地區第十大湖泊，島嶼面積24平方公里，海拔高度564米。

## 外部連結
- Contwoyto Lake at The Atlas of Canada （页面存档备份，存于）
- Case Study: Bathurst Inlet Port and Road Project - Canadian Environmental Assement Agency